# Schüss
Die Schüss (französisch La Suze) ist ein 43 km langer Fluss im Berner Jura und in Biel. Ihre höchstgelegenen Quellen liegen im Randgebiet des Kantons Neuenburg. Sie fliesst durch das Sankt-Immer-Tal und durch die beiden grossen Klusen von Rondchâtel und Frinvillier sowie durch die Taubenlochschlucht nach Biel, wo sie in den Bielersee mündet. Als indirekter Zufluss in die Aare gehört sie zum Einzugsgebiet des Rheins. Ihr Flussgebiet stösst im Westen an die Europäische Hauptwasserscheide zwischen dem Rhein und dem Doubs, einem Nebenfluss der Rhone.

## Name
In einer Urkunde, welche wahrscheinlich aus dem 9. Jahrhundert stammt, wird der Fluss als Susingum erstmals schriftlich erwähnt. Der Name ist keltischen Ursprungs (*Segusiā) und steht wohl in Zusammenhang mit dem indogermanischen Verb *segh- „überwältigen, in den Griff bekommen“. Das Benennungsmotiv dürfte die Wasserkraft des Flusses gewesen sein.

## Geographie

### Quellgebiet

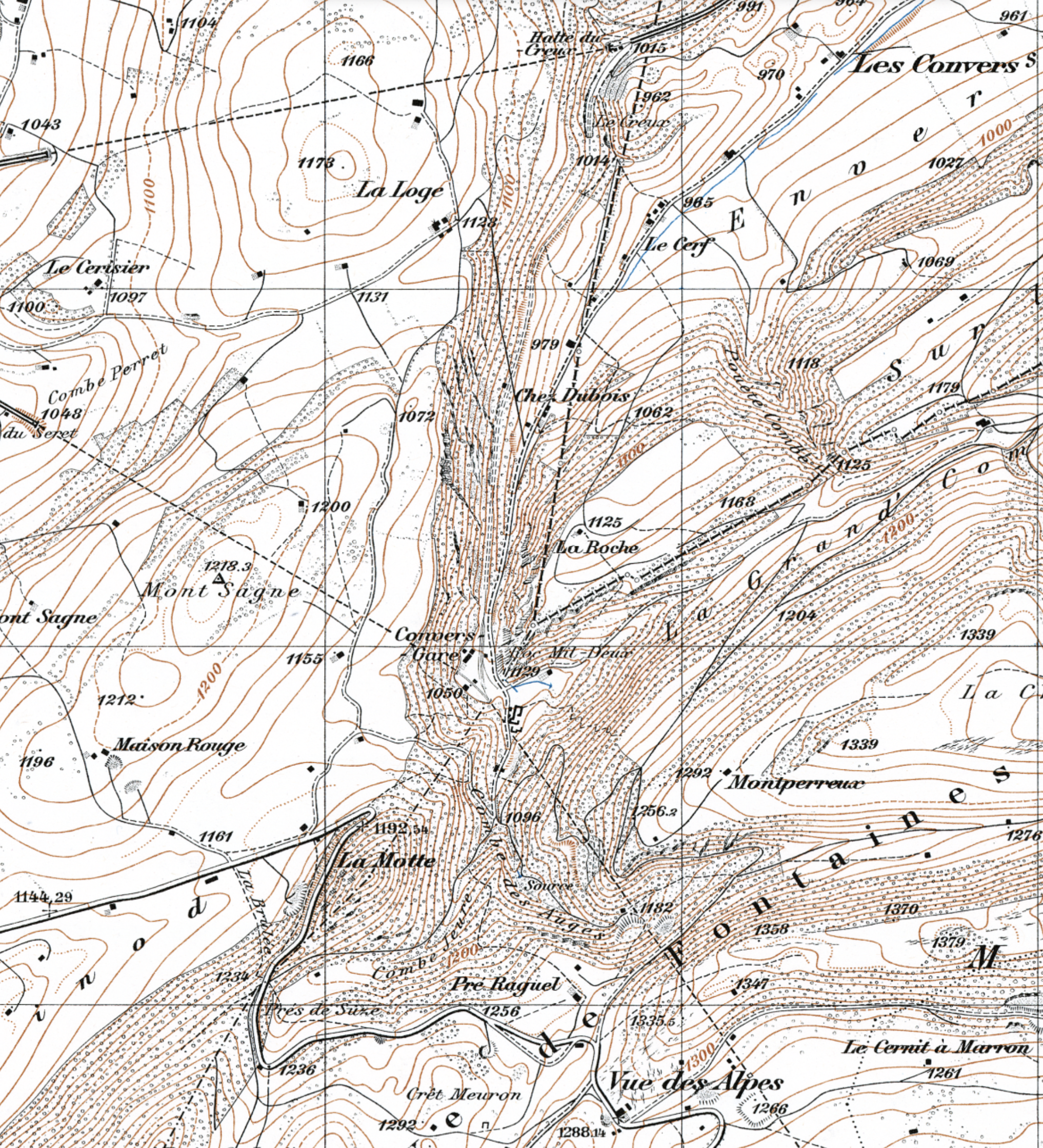
Quellgebiet der Schüss, Mitte 20. Jahrhundert (Siegfriedatlas)

Die Quellbäche, welche die Schüss bilden, liegen in der Umgebung der Schlucht von Les Convers nördlich des Passübergangs Vue des Alpes auf dem Gebiet der Gemeinde Val-de-Ruz im Kanton Neuenburg. Das Berggebiet liegt südwestlich der Gemeinde Renan, Kanton Bern. Der höchstgelegene Quellbach entspringt im Tal Pré de Suze östlich der Hauptstrasse 20. Die ehemalige Bergweide ist heute vom Material der Deponie Pré de Suze zugedeckt, weshalb der Bachlauf im Tal Combe Jeure etwas verkürzt ist. Er beginnt jetzt auf der Höhe von etwa 1160 m ü. M. Im Tal Les Combes, wo zwei Waldwege den Bach überqueren, fliesst ihm aus einer anderen Quelle von rechts aus der Combe des Auges ein zweiter Quellbach zu. In der Klus von Les Convers, die je zur Hälfte zum Gebiet von Val-de-Ruz und von La Chaux-de-Fonds gehört, ist die Schüss von den Verkehrsanlagen der Autobahn A20 und der Bahnstrecke Neuchâtel–Le Locle-Col-des-Roches überdeckt. Aus dem östlichen Hochtal La Grand’ Combe erreicht ein weiterer kleiner Nebenbach das Terrain des Verkehrsknotens und mündet im Boden verdolt in die Schüss.
Der Bach verlässt auf der Nordseite des Talkessel von Les Convers die Dole wieder und fliesst, weiter im Stadtgebiet von La Chaux-de-Fonds, unterhalb des Roc Mildeu in einem Bachbett mit befestigter Sohle neben der Talstrasse, die nach Renan führt. Das enge Tal östlich des Mont Sagne liegt in einem Waldgebiet. Der Bach versickert am Rand der offenen Weidelandschaft in der Nähe der Siedlung Les Convers (früher Chez Dubuis), die zu La Chaux-de-Fonds gehört, im Talboden.
Fünfhundert Meter weiter unten erscheint der Bach im Gebiet des Kantons Bern beim Weiler Le Cerf, Gemeinde Renan im Vallon de Saint-Imier (Sankt-Immer-Tal), auf 966 m ü. M. wieder an der Oberfläche. Diese Stelle wird manchmal als offizielle Quelle der Schüss betrachtet.

### Verlauf
Die Schüss folgt dem Sankt-Immer-Tal bis Cortébert in nordöstlicher und später in östlicher Richtung. Unterhalb des Engnisses von Sonceboz ist am Fluss, der im flachen Talboden bei der Métairie de Nidau mäandriert, ein Feuchtgebiet mit einem Auenwald erhalten, das zu den Amphibienlaichgebieten von nationaler Bedeutung gehört.

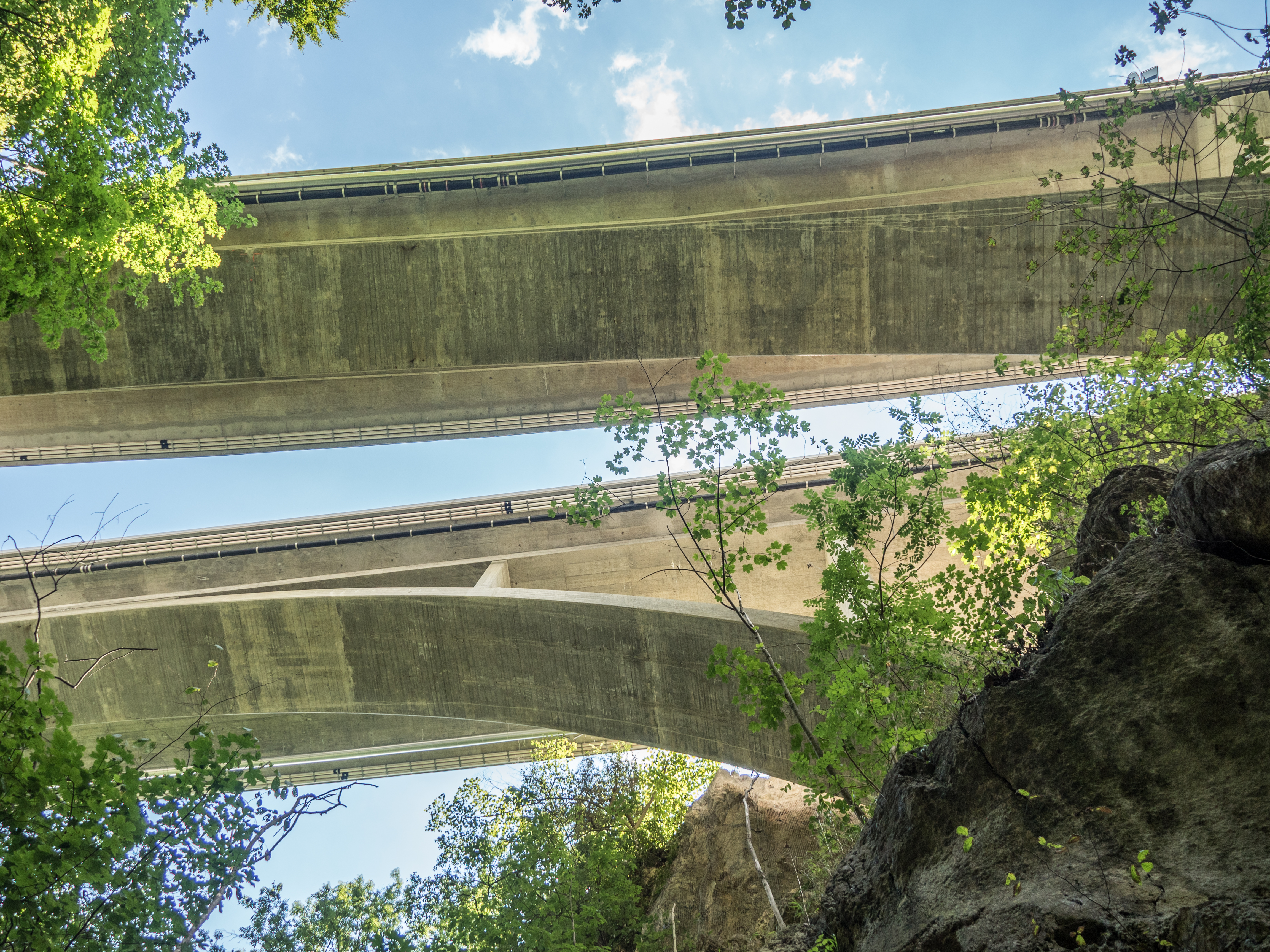
Autobahnbrücken hoch über der Taubenlochschlucht

Zwischen Reuchenette und Rondchâtel durchquert die Schüss in südlicher Richtung eine grosse Juraklus in der Chasseral-Montagne de Romont-Antiklinale. Im Durchbruchstal befindet sich eine Zementfabrik der Vigier Ciment AG. Nach dem Tal von Frinvillier (Friedliswart) tritt der Fluss in die tiefe, imposante Taubenlochschlucht ein, die den Bergzug Magglingen-Bözingenberg durchschneidet, und erreicht danach bei Bözingen, einem Stadtteil von Biel, die Ebene des Mittellands. Durch die enge Schlucht führt ein zwei Kilometer langer Wanderweg, der die bekannte landschaftliche Sehenswürdigkeit erschliesst (Wanderland-Route 38 «ViaBerna» und Route 80 «ViaJura»).
Die Taubenlochschlucht ist eine bedeutende Attraktion der Jura-Seeland-Region (frz. Jura & Trois-Lacs) gehört. Durch die beiden Quertäler folgen auch bedeutende interkantonale Verkehrswege  dem Lauf der Schüss, neben der Hauptstrasse 6 auch die Eisenbahnlinie Biel–Tramelan–Moutier bzw. Biel–La Chaux-de-Fonds sowie die Autobahn A16 «Transjurane». Wegen der knappen Platzverhältnisse in den Schluchten waren für die Strecken zahlreiche Brücken und Tunnel nötig.
Beim Austritt des Flusses aus der Schlucht befindet sich in Bözingen ein Wasserkraftwerk, das auf eine Mühle, die schon im Mittelalter bestand, und einen Drahtzug aus dem 17. Jahrhundert zurückgeht. Im 20. Jahrhundert benützten die Vereinigten Drahtwerke Biel an dieser Stelle die Wasserkraft. Das neue Kraftwerk wird von der Bielersee Kraftwerke AG betrieben.
Die Schüssinsel im Industrieareal südlich von Bözingen entstand vor Jahrhunderten durch die Anlage eines Mühlekanals. Sie hiess deshalb früher Mühleinsel. Es bestanden zwei Mühlen, je eine auf jeder Flusseite, die zu verschiedenen Herrschaftsgebieten gehörten. Das rechtsseitige Ufer mit der Wildermeth-Mühle, die 1959 abgebrannt ist, lag im Gebiet des Fürstbistums Basel, das linke Ufer in der Gemeinde Mett (heute Quartier der Stadt Biel), welche zur Landvogtei Nidau und somit zum Territorium der Republik Bern gehörte. In den Jahren 2015–2017 gestaltete die Stadt Biel die Schüssinsel neu und schuf eine grosse Parkanlage, welche als Naherholungsraum dient und mehrere städtebauliche Preise erhielt. Auf der Höhe der Schüssinsel sowie etwas flussabwärts befinden sich die Hauptsitze der bekannten Uhrenmarken Omega und Swatch (Swatch Omega Campus).
Die Schüss fliesst von Bözingen gegen Südwesten in Richtung des Bieler Stadtzentrums. Auf der Höhe der Stadtquartiere Champagne sowie Madretsch Nord verzweigt sich die Schüss bei der 1829 gebauten Schüss-Schleuse in zwei natürliche und einen künstlich angelegten Arm:
- Der künstlich angelegte Schüsskanal fliesst von der Schüss-Schleuse in annähernd gerader Linie in den Bielersee. Er unterteilt die Stadtquartiere Neustadt Nord (nördlich des Schüsskanals) und Neustadt Süd (südlich des Schüsskanals). Der Schüsskanal unterquert die Brücken der Bahnlinien nach La Chaux-de-Fonds und nach Neuenburg–Lausanne–Genf, die Hauptstrasse 6 sowie mehrere weitere Brücken am Oberen Quai (östlich des Zentraplatzes) und am Unteren Quai (westlich des Zentralplatzes). Insgesamt wird der Schüsskanal von 17 Brücken überquert. Er passiert das Schulgelände des Gymnasiums Biel-Seeland und des Gymnase de Bienne et du Jura Bernois und mündet im Gebiet Strandboden auf der Höhe von 429 m ü. M. am Europaquai in den Bielersee. Südlich der Mündung liegen der grosse Bootshafen sowie der Bieler Hafen für Kursschiffe (Bielersee-Schifffahrts-Gesellschaft). Unmittelbar nördlich der Mündung liegt die kleine Vogelinsel. Die Stadt Biel plant, in der Zeit bis 2030 die Uferwege entlang des Schüsskanals neu zu gestalten.[12]

- Die Madretschschüss – der südliche Arm – fliesst von der Schüss-Schleuse in südwestliche Richtung und durch das Stadtquartier Madretsch Nord. Die Madretschschüss mündet nicht in den Bielersee, sondern ca. 600 Meter unterhalb des Bielersees in die Zihl;

- Die Bielschüss – der nördliche Arm – fliesst von der Schüss-Schleuse in nordwestliche Richtung bzw. Richtung Jurahang. Während die Bielschüss früher offen durch die Altstadt (welche früher weiter nach Süden bis auf die Höhe der heutigen General-Dufour-Strasse reichte) floss und mehrere Mühlen antrieb, passiert sie die Altstadt heute weitgehend zugedeckt. Die Strassennamen Mühlebrücke und Kanalgasse deuten auf diese Geschichte und den heutigen Zustand hin. In der Gerbergasse mündet die Römerquelle von rechts ein. Die Bielschüss fliesst westlich der Mühlebrücke wieder offen und durchquert ein pittoreskes Gründerzeitviertel. Zwei imposante Museumsbauten – das Museum Neuhaus und das Museum Schwab (heute vereinigt zum Neuen Museum Biel) – und eine breite Promenade (Schüsspromenade) mit altem Baumbestand säumen dabei das Ufer. Auch die 1897 gegründete Schwanenkolonie findet sich dort.[13] Nachdem die Bielschüss ein kleins Stauwehr passiert, vereinigt sie sich schliesslich mit dem Schüsskanal und mündet mit diesem in den Bielersee.

Die Schüss von der Quelle bis zur Mündung
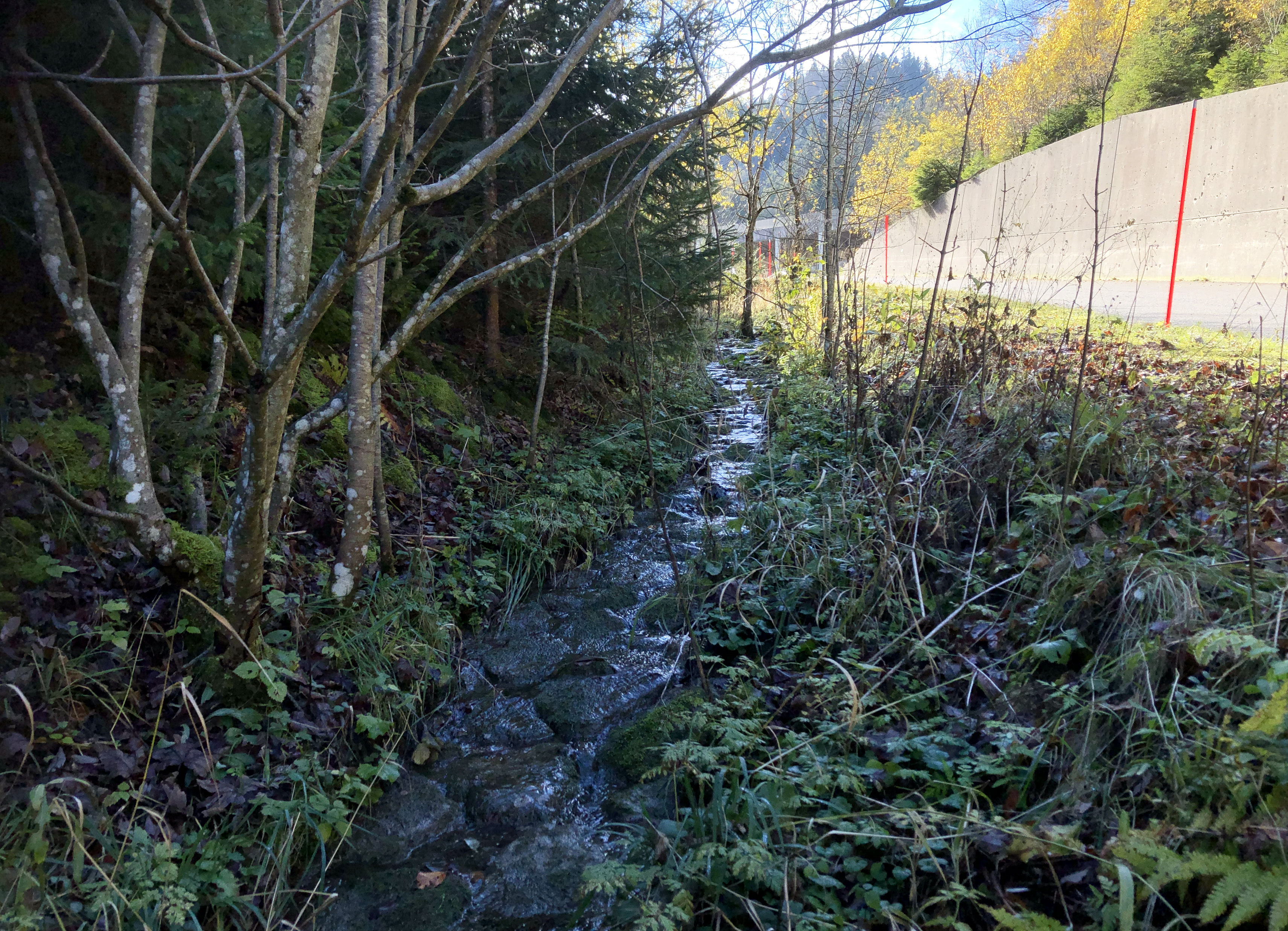
Quellbach der Schüss in der Schlucht von Les Convers, Kanton Neuenburg
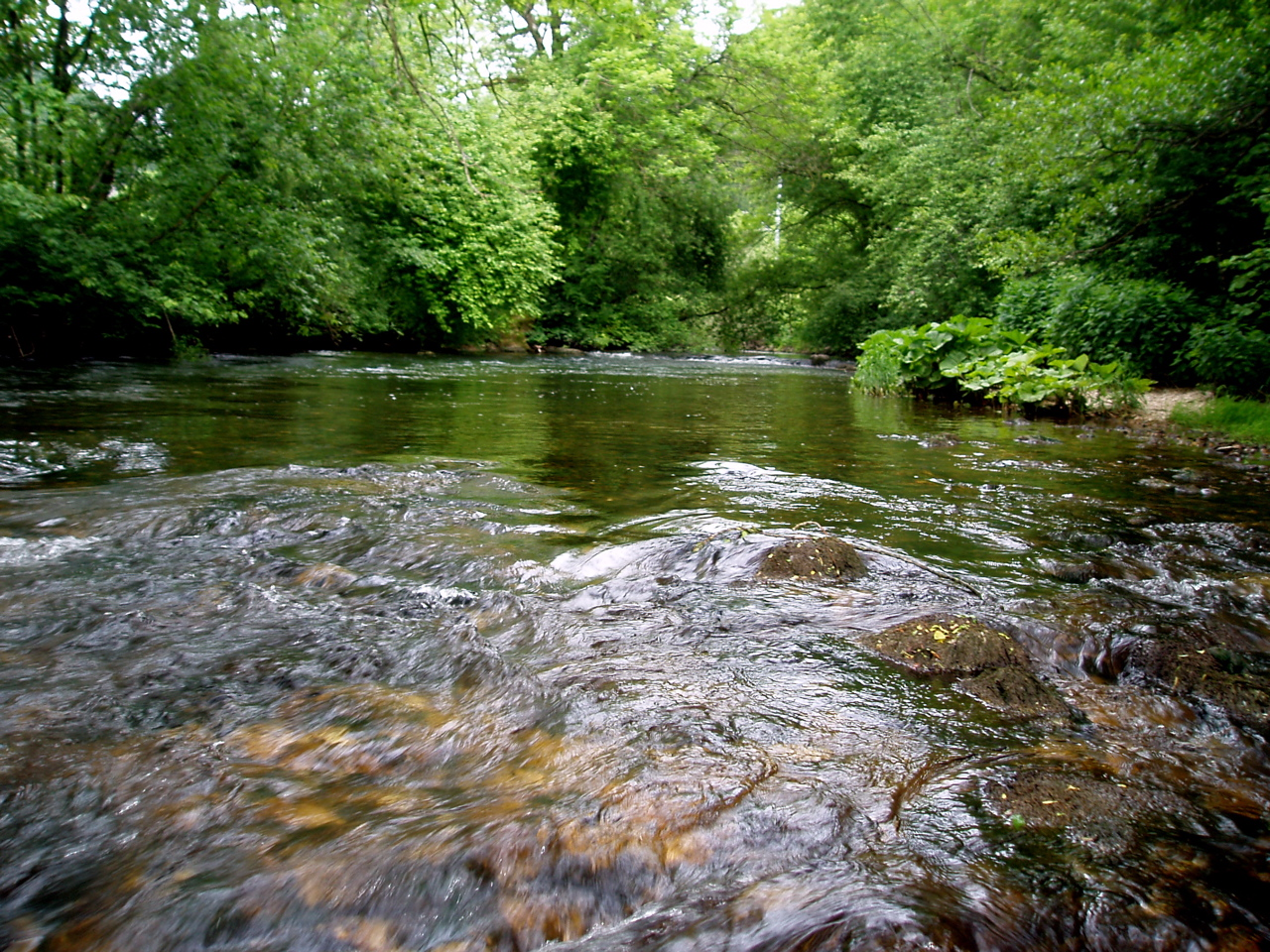
Schüss bei La Heutte
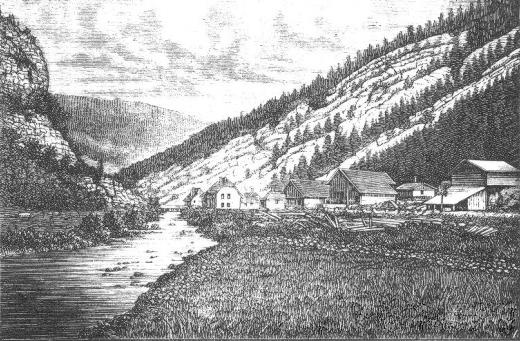
Schüss bei Reuchenette, um 1867
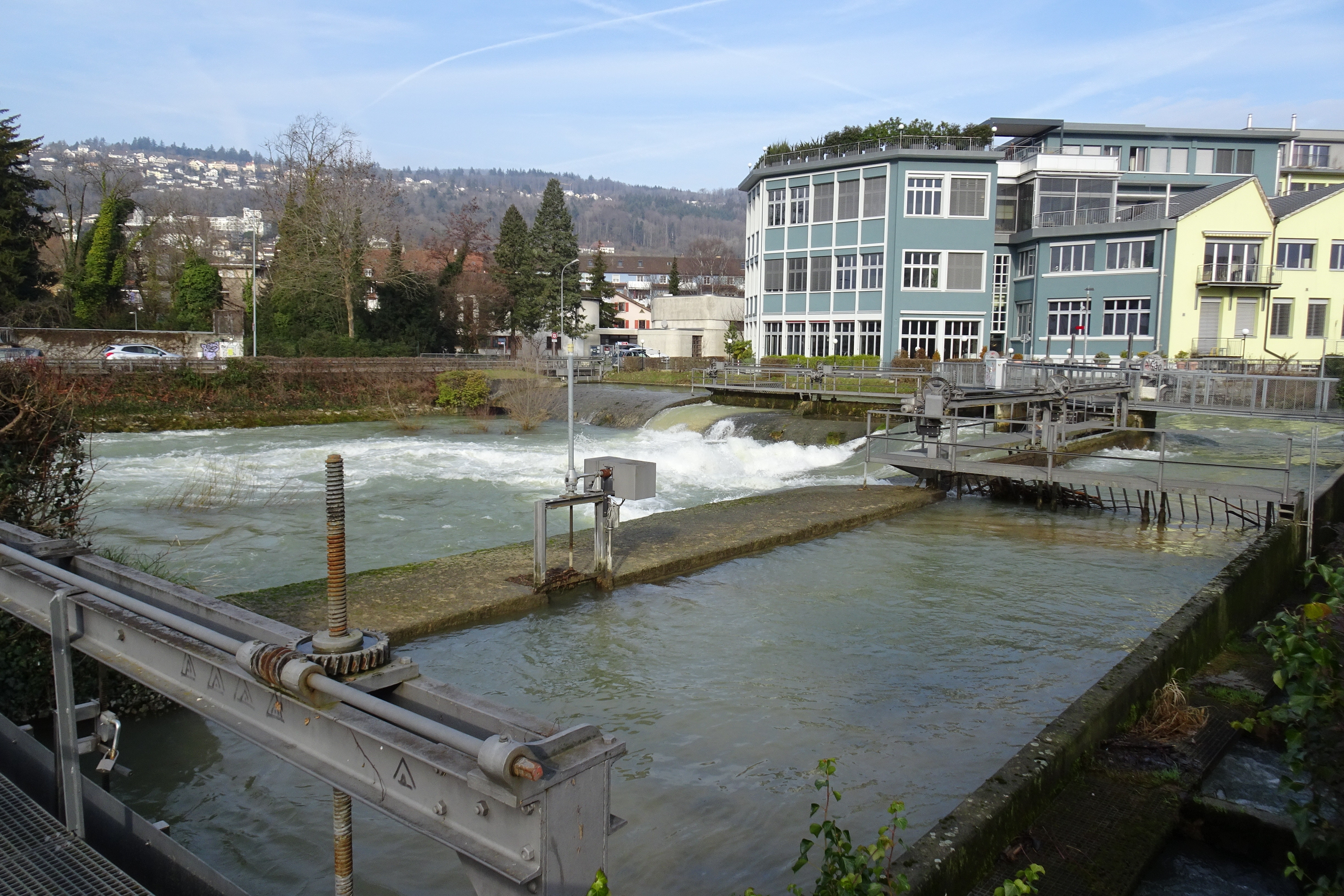
Schüss-Schleuse in Biel
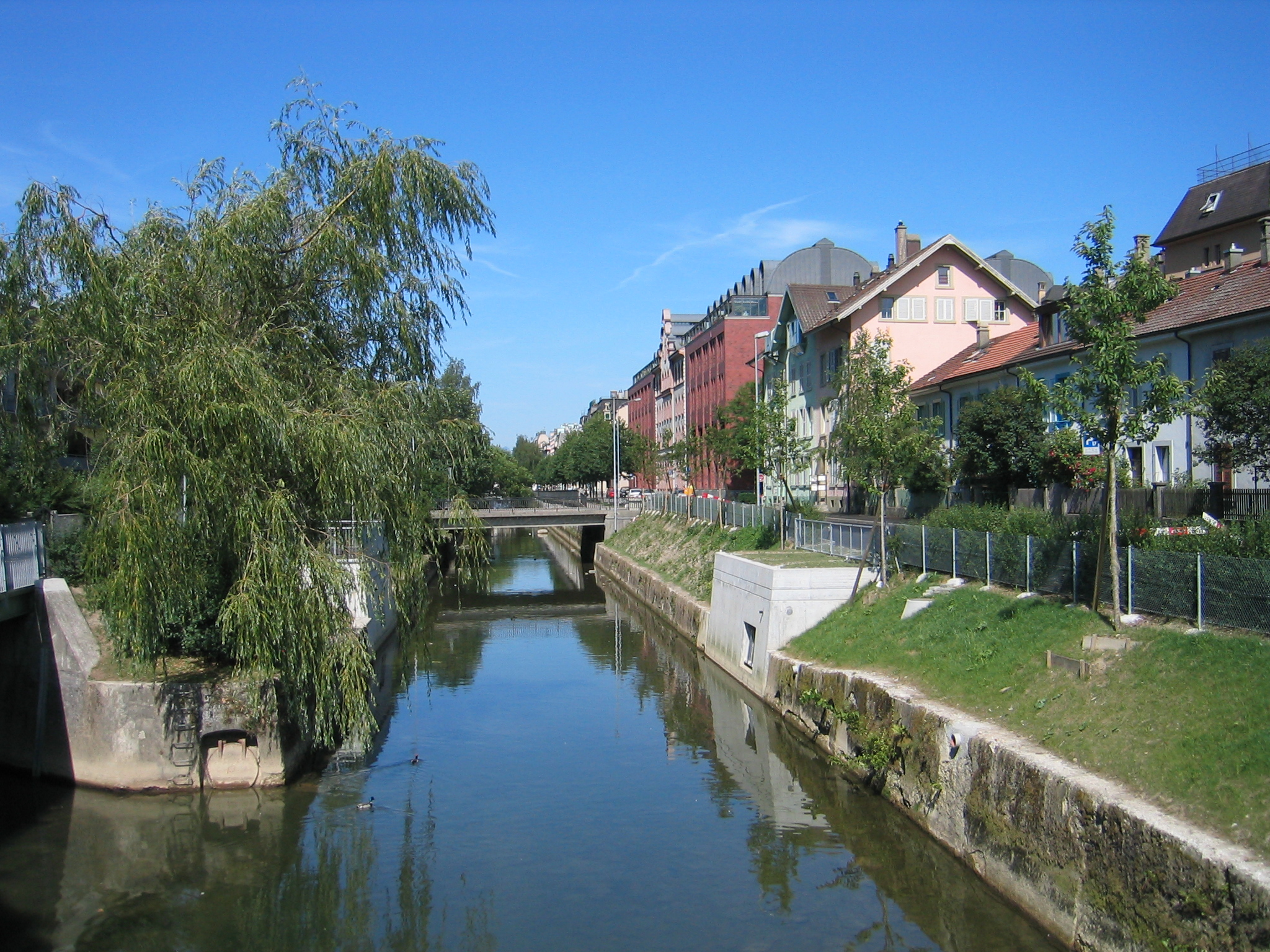
Schüsskanal in Biel, links Einlauf der Bielschüss
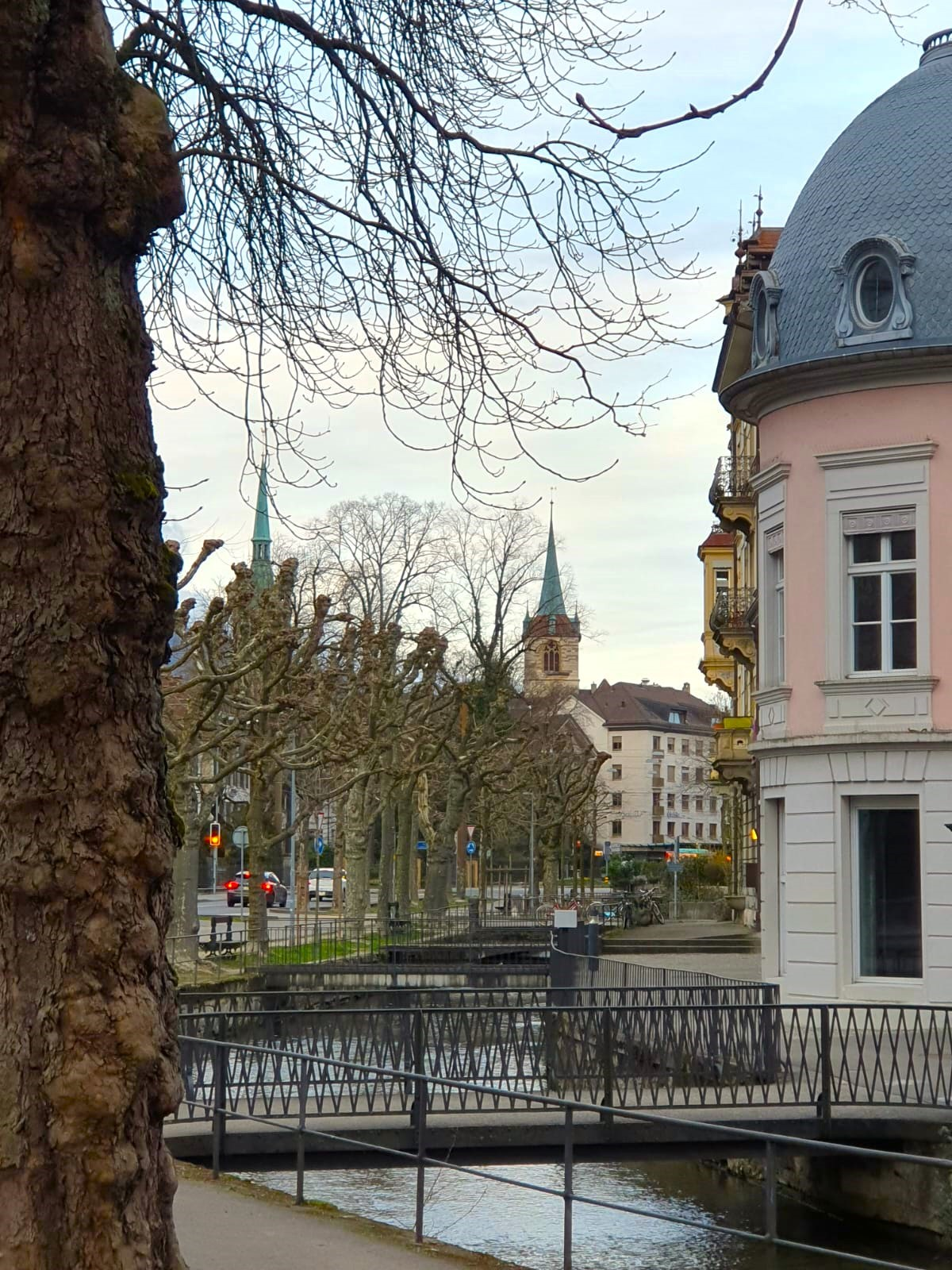
Schüss-Promenade in Biel (Bielschüss), im Hintergrund die Stadtkirche St. Benedikt
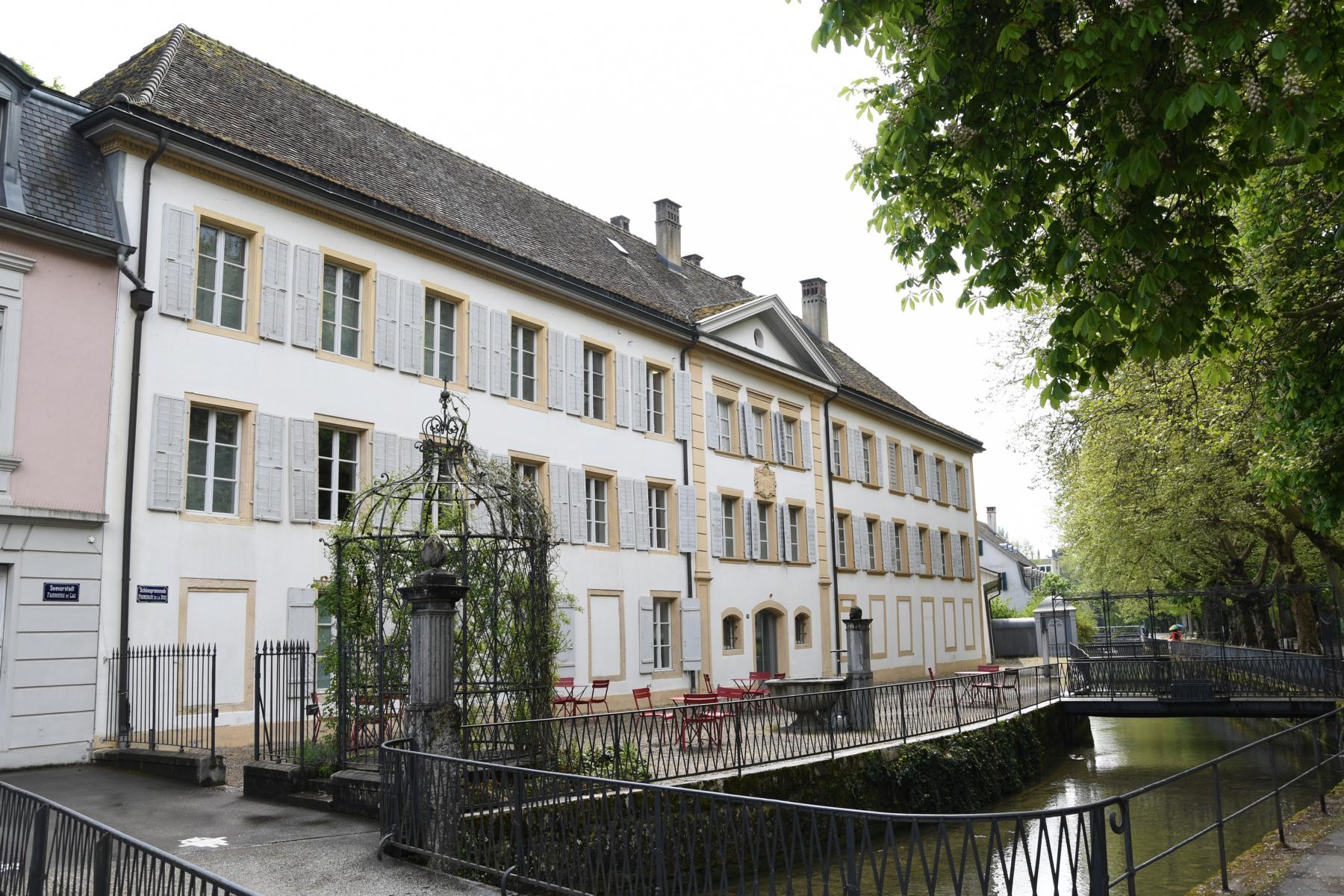
Museum Neuhaus an der Bielschüss
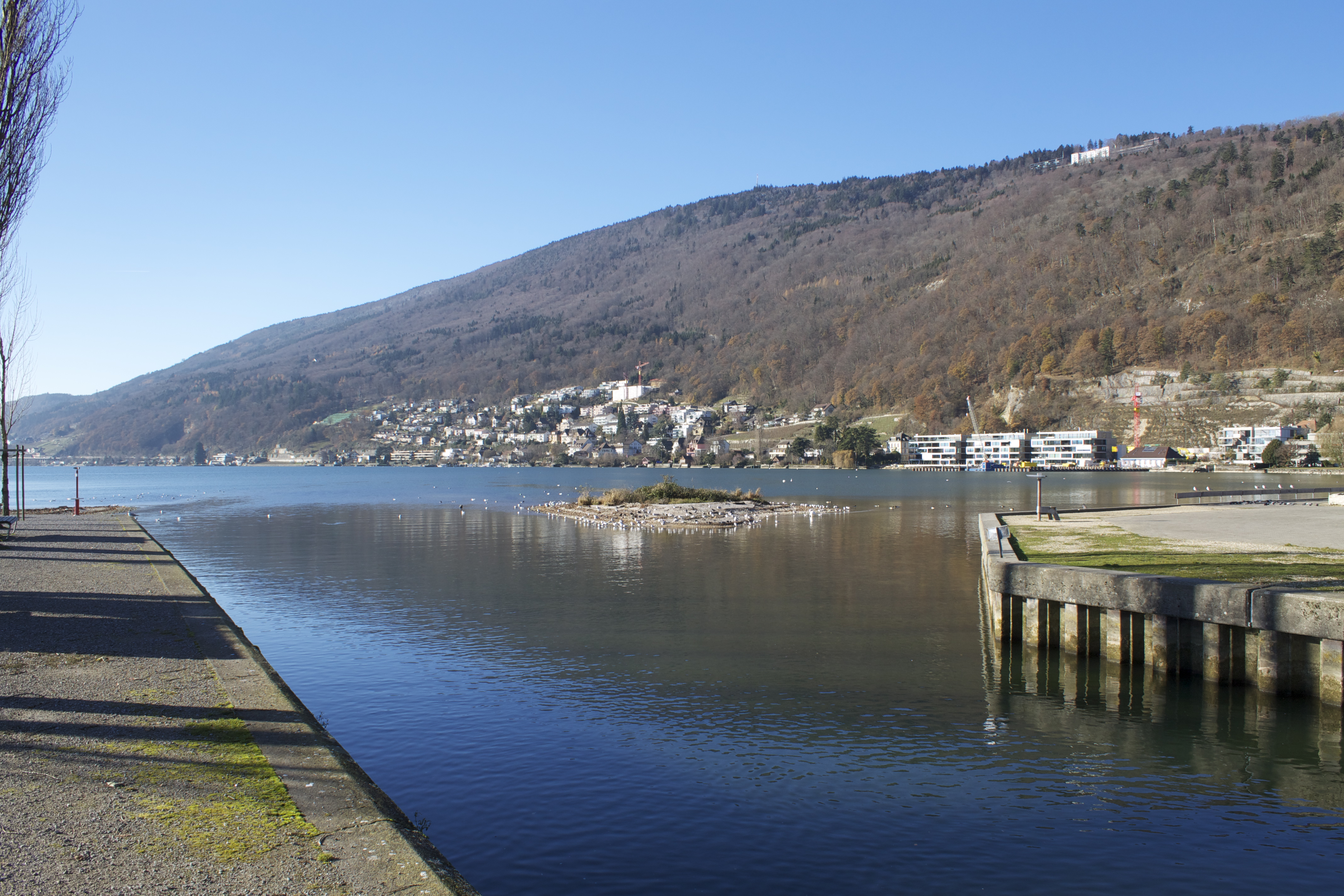
Vogelinsel bei der Schüssmündung

### Einzugsgebiet
Das Einzugsgebiet der Schüss ist 216,27 km² gross und besteht zu 49,5 % aus bestockter Fläche, zu 41,6 % aus Landwirtschaftsfläche, zu 8,4 % aus Siedlungsfläche und zu 0,5 % aus unproduktiven Flächen.
Flächenverteilung
Die Mittlere Höhe des Einzugsgebietes beträgt 987,3 m ü. M.
Umliegende Flussgebiete
Das Flussgebiet der Schüss grenzt
- im Norden an das Einzugsgebiet der Birs;
- im Osten an das der Aare;
- im Südosten an das Gebiet des Nidau-Büren-Kanals und der Zihl;
- im Süden an die Einzugsgebiete des Bielersees und von dessen Zuflüssen Twannbach und Ruisseau de Vaux;
- Im Südwesten an die Einzugsgebiete des Seyon und des Grand Bied, die beide zum Gebiet des Neuenburgersees gehören;
- Alle diese Gewässer gehören zum Flussgebiet des Rheins.
- Im Nordwesten grenzt das Einzugsgebiet der Schüss an jenes des Doubs, der ein Nebenfluss der Rhone ist.
- Nördlich des Sankt-Immer-Tals liegt die Landschaft mit dem Hochplateau der Freiberge, die nicht in allen Bereichen eindeutig einem Flussgebiet (Schüss, Doubs oder Birs) zugeordnet werden kann, weil das Niederschlagswasser nicht über offene Fliessgewässer abgeleitet wird, sondern in Dolinen und Klüften im Karstboden versickert und auf teilweise unbekanntem Weg in Karstquellen (wie bei den Bächen Doux und Raissette, die in die Schüss münden) wieder an der Oberfläche erscheint.[15][16]

### Zuflüsse
Neben zahlreichen kurzen Seitenbächen, die von den Bergflanken beidseits des Tales zur Schüss fliessen, nimmt sie auch einige grössere Zufküsse auf. Bei Villeret mündet von rechts der Wildbach Bez (4,4 km Länge) aus der Combe Grède in die Schüss, bei Cortébert der ebenfalls vom Chasseralmassiv herabkommende Grabe (5,5 km Länge), und aus den grossen Nebentälern im Osten des Einzugsgebiets nimmt die Schüss die zwei bedeutendsten Zuflüsse Terbez (8 km Länge) und Orvine (7 km Länge) auf.
- L’Embossu (rechts), 0,6 km
- Les Agettes (links), 0,2 km
- La Gentiane (rechts), 1,3 km
- Le Mont Suze (rechts), 1,5 km
- La Juillarde (rechts), 1,6 km
- Ruisseau du Château (rechts), 3,6 km
- Sur le Pont (rechts), 0,4 km
- Fiolle (rechts), 0,3 km
- Les Planches (rechts), 0,8 km
- Le Bez (rechts), 3,2 km, 6,4 km²
- Moudon (rechts), 1,4 km
- La Doux (links), 0,5 km
- Le Torrent (rechts), 0,5 km
- Ruisseau les Bains (rechts), 0,7 km
- La Raissette (links), 0,2 km
- Le Pagrès (rechts), 0,8 km
- Les Ruaux (rechts), 1,0 km
- Aux Pailles neuves (rechts)
- Crêt du Sapelot (links)
- La Fenette (rechts)
- L’Ergelie (rechts)
- Le Rainson (links)
- La petite Fin (links)
- Giélovas (rechts)
- Petit Réservoir (links)
- Le Grabe (rechts)
- Les Queues (links)
- Les Ruaux (rechts)
- Peueraine (rechts)
- Le Bez (rechts)
- Les Planchers (rechts)
- La Bottière (rechts)
- La Bottière (rechts)
- Ruisseau les Covos (rechts)
- Ruisseau les Malés (rechts)
- Tarreau de la Maure (links)
- Ruisseau les Sarines (rechts)
- Ruisseau de La Tscharner (rechts)
- Canal (rechte Abzweigung)
- Sources Les Bonnes Fontaines (links)
- Les Golons (links)
- Canal du Cerne (rechte Abzweigung)
- Le Vernet (links)
- Ruisseau des Poissonets (rechts)
- Le Pichoux (links)
- Le Terbez (links)
- Ruisseau Châtel 1 (rechts)
- Ruisseau Horisberg (rechts)
- Ruisseau Châtel 2 (rechts)
- Ruisseau Châtel 3 (rechts)
- L’Orvine (rechts)
- Biel-Schüss (rechte Abzweigung)
- Römerquelle (von rechts in die Biel-Schüss)
- Madretsch-Schüss (linke Abzweigung)

## Hydrologie
An der Mündung der Schüss in den Bielersee beträgt ihre modellierte mittlere Abflussmenge (MQ) 6,15 m³/s. Ihr Abflussregimetyp ist pluvial jurassien und ihre Abflussvariabilität beträgt 26.
Die Abflussmenge der Schüss schwankt im Laufe des Jahres relativ stark.
Die höchsten Wasserstände wurden für die Monaten Februar bis April ermittelt. Ihren Höchststand erreicht die Abflussmenge mit 9,68 m³/s im April. Danach geht die Schüttung Monat für Monat merklich zurück und erreicht ihren niedrigsten Stand im August mit 3,30 m³/s, um im September wieder von Monat zu Monat stetig anzusteigen.

## Wirtschaft und Verkehr

### Nutzung der Wasserkraft
Die Schüss bietet mit ihrem grossen Gefälle von rund 400 Meter zwischen dem oberen Sankt-Immer-Tal und dem Bielersee und einem weiten Einzugsgebiet das Potential einer grossen Wasserkraft, die seit dem Mittelalter an zahlreichen Stellen mit Kleinkraftwerken ausgenützt wird. Im Sankt-Immer-Tal nutzten mehrere Mühlen und später Industriebetriebe das Gewässer. In der hohen Talstufe bei Rondchâtel entstand um 1888 ein Wasserkraftwerk, die Forces motrices de Rondchâtel. Seit 1892 wurde vom Kraftwerk Chauffat elektrische Energie in die Papierfabrik Biberist übertragen. Mit einem Wasserkraftwerk in der Taubenlochschlucht produziert Energie Service Biel/Bienne elektrischen Strom. In Bözingen besteht ein Kraftwerk der Bielersee Kraftwerke AG, und am Unterlauf der Schüss in Biel liegen weitere Standorte historischer Wasserkraftwerke.

### Fischerei
Aufgrund eines Ölunfalls in Péry vom 7. September 2024 empfahl das Fischereiinspektorat des Kantons Bern am 20. September 2024 bis auf Weiteres auf dem Flussabschnitt zwischen Péry und dem Bielersee auf die Fischerei zu verzichten und die Fische nicht zu konsumieren. Bis zum Ende der regulären Schonzeit, welche am 1. Oktober 2024 begann und bis am 15. März 2025 dauerte, wurde die Situation neu beurteilt. Das Fischereiinspektorat empfahl am 14. März 2025 eine zurückhaltende Entnahme von Forellen unterhalb von Péry. Im Verlauf des Jahres würden weitere Proben an Fischen auf Kohlenwasserstoff durchgeführt.

### Brücken

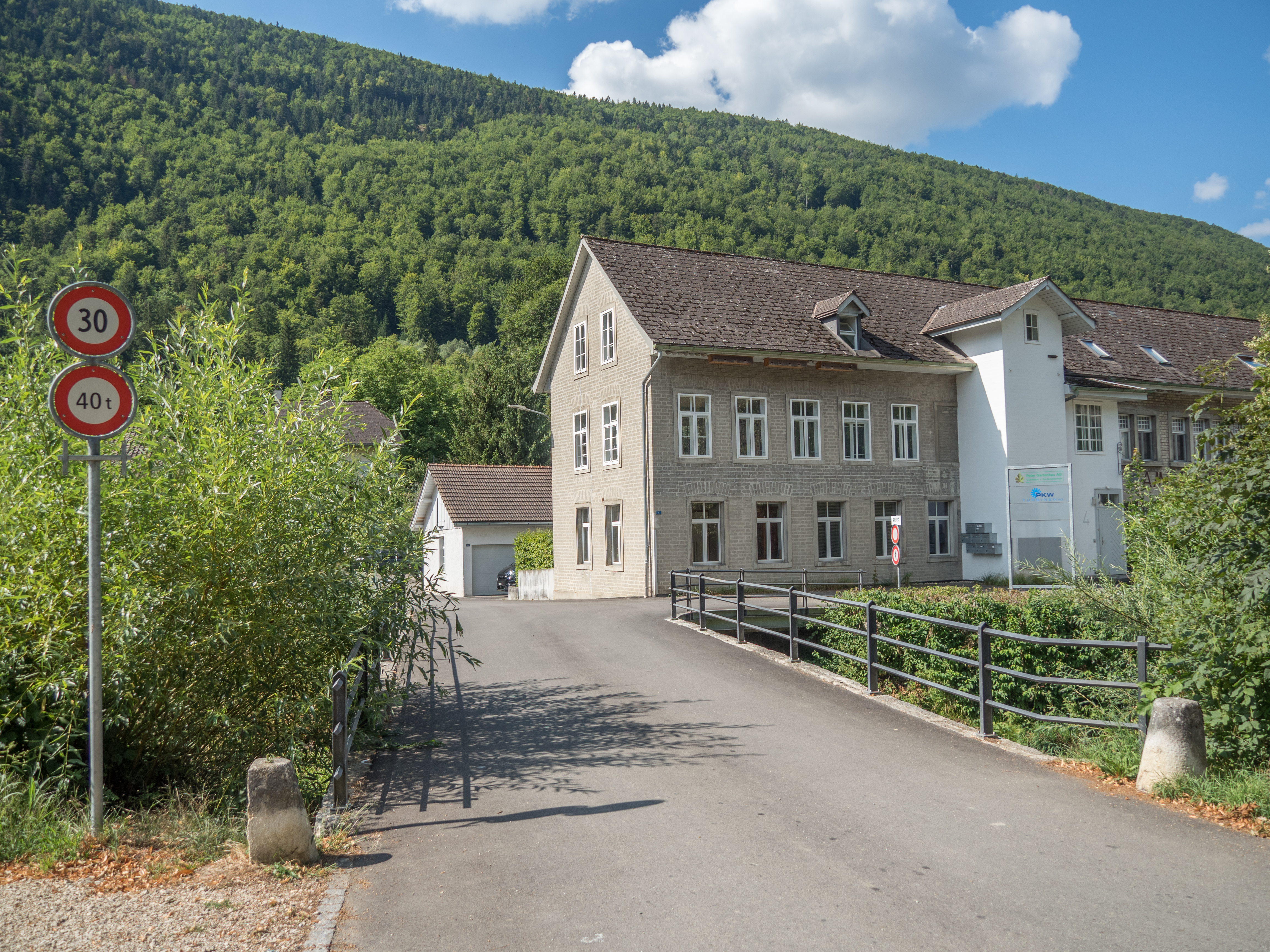
Chemin du Pont-Brücke von 1770 in La Heutte

Im Juragebirge durchziehen bedeutende Verkehrsachsen das von der Schüss entwässerte Tal, und am Jurasüdfuss durchquert der Fluss die dicht bebaute Agglomeration von Biel. Deshalb wird sie auf ihrem Weg von rund 200 Brücken von Strassen, Eisenbahnlinien und Autobahnen überquert. Fast die Hälfte der Übergänge befinden sich in der Stadt Biel.